# Aleksandr Maletin
Aleksandr Maletin (n. 6 februarie 1975, Nijnevartovsk, RSFS Rusă, URSS) este un boxer ce a reprezentat Rusia, medaliat olimpic. A participat la două ediții ale Jocurilor Olimpice (2000, 2004) în care a câștigat o medalie de bronz.